# Haitham ibn Tariq
Haitham ibn Tariq Al Saïd (àrab: هيثم بن طارق آل سعيد, Hayṯam ibn Ṭāriq Āl Saʿīd; Masqat, 13 d'octubre de 1954) és l'actual sultà d'Oman des de la mort del seu cosí, el sultà Qabus ibn Saïd el gener de 2020.
Abans de convertir-se en soldà, Haitham va servir durant diverses dècades al gabinet del seu predecessor. Va ser ministre de Patrimoni i Cultura del 2002 al 2020. El sultà Qaboos va nomenar Haitham com el seu successor al seu testament, i va ser proclamat soldà l'11 de gener de 2020, hores després de la mort de Qaboos.

## Biografia

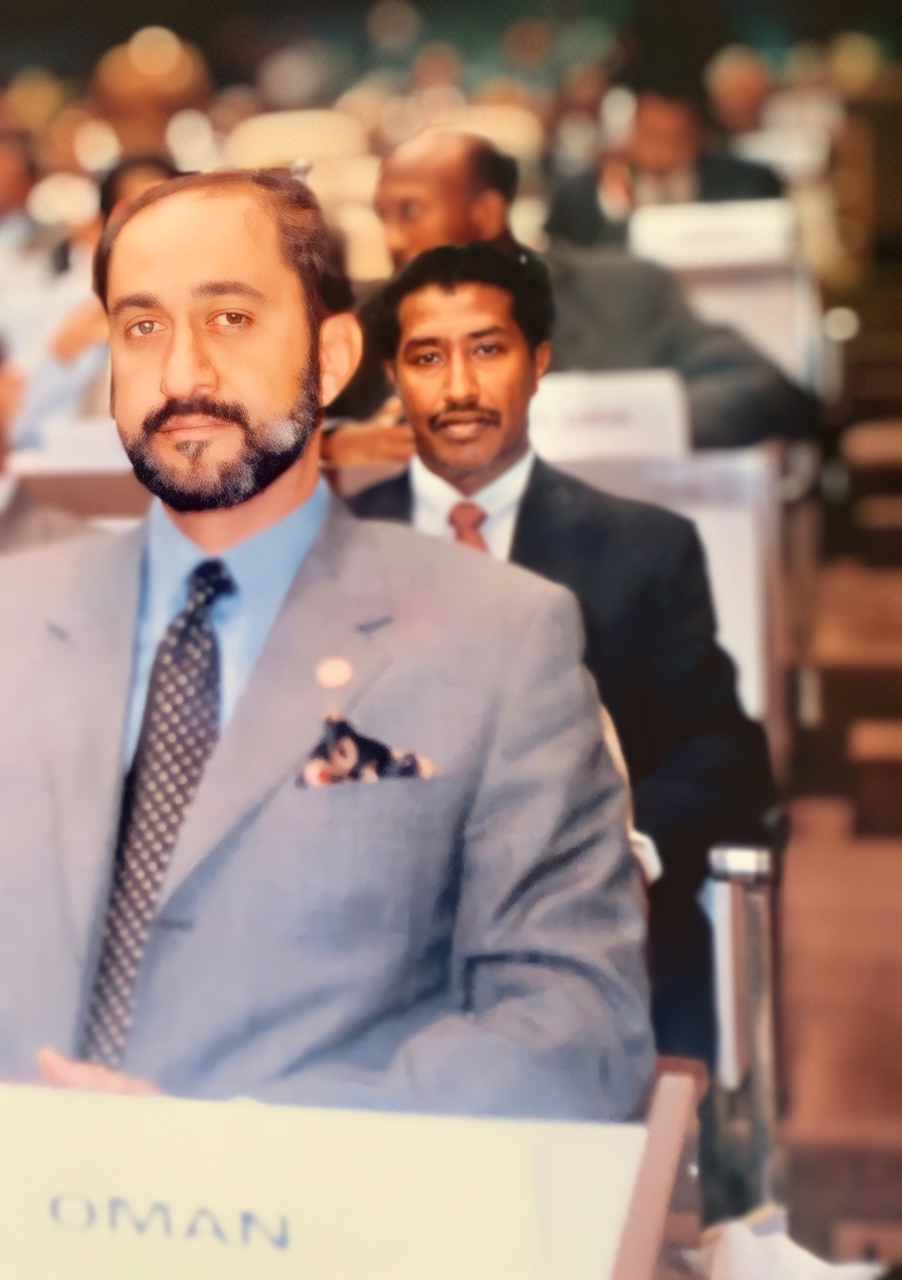
Haitham ibn Tariq el 1997.

Haitham ibn Tariq és fill del sàyyid Tariq ibn Taimur, fill del sultà Taimur ibn Feisal. Haitham té sis germans i dues germanes de pare (Amal i Nawwal, que és, a més, vídua del sultà Qaboos). El seu germà Asa'ad ibn Tariq era el viceprimer ministre de relacions i afers de cooperació internacional i el seu germà Xihab ibn Tariq és el viceprimer ministre d'Afers de Defensa (i pare de la seva jove, Meyyan). Els seus altres germans, Talal, Qais, Adham i Faris, són tots homes de negocis i no estan involucrats en política.
Haitham ibn Tariq està casat i, a diferència del seu predecessor, ha tingut fills: dos fills i dues filles. El seu fill gran, Theyazin ibn Haitham, és el príncep hereu d'Oman.
El setmanari The Economist va definir Haitham com un home que «mira a l'exterior i s'orienta cap a Occident». Va assistir al Pembroke College, a la Universitat d'Oxford, i es va graduar al Programa de Servei Exterior (FSP) el 1979.

## Carrera política
Entusiasta dels esports, Haitham va ser el primer cap de l'Associació de Futbol d'Oman a principis dels anys vuitanta. Va exercir com a subsecretari del Ministeri d'Afers Exteriors per a Temes Polítics de 1986 a 1994, i més tard va ser nomenat secretari general del Ministeri d'Afers Exteriors (1994-2002). Després va ser nomenat ministre de Patrimoni i Cultura el març de 2002 i va presidir el comitè nacional del cens el 2003.

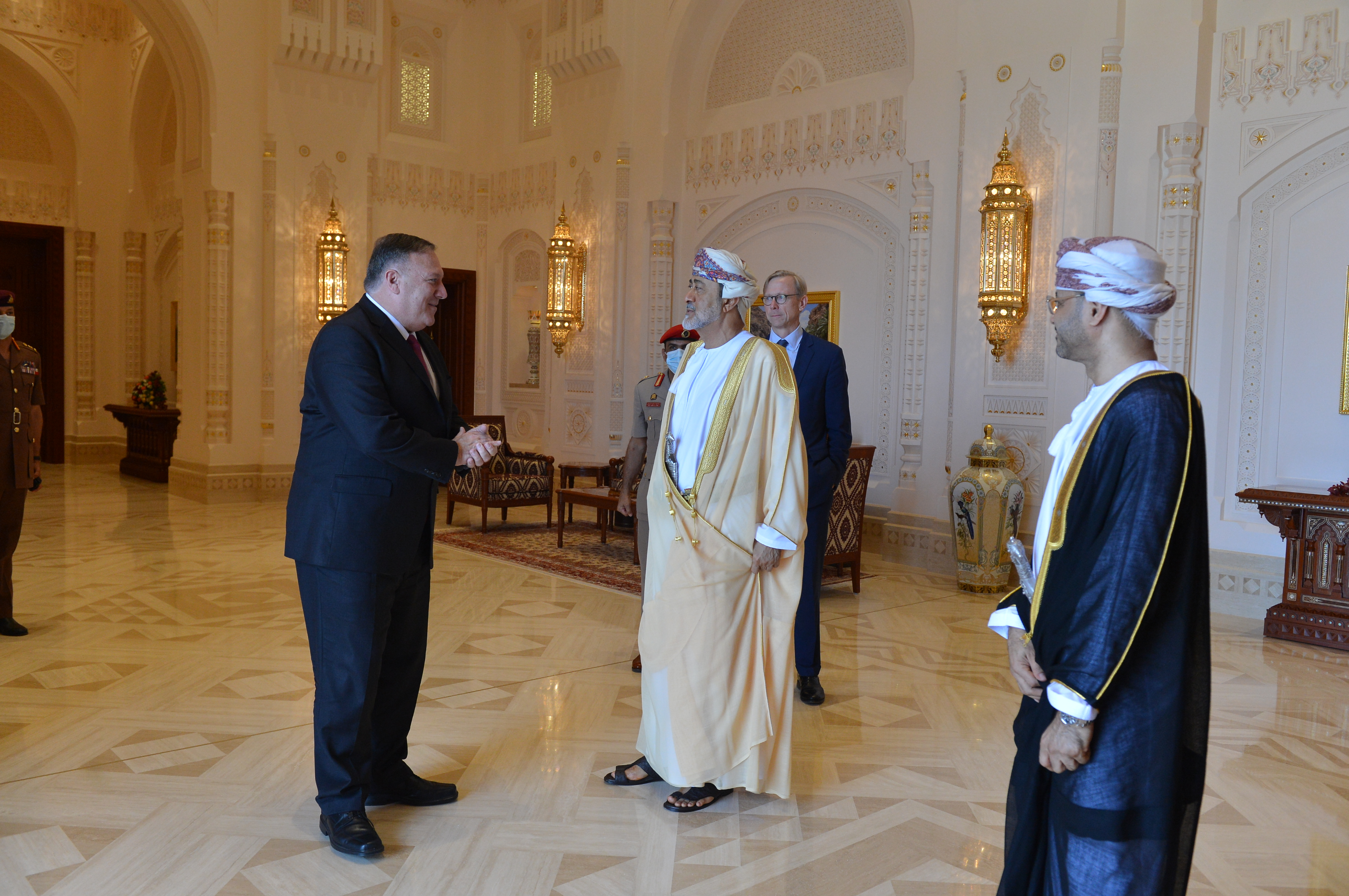
El Secretari d'Estat dels Estats Units Mike Pompeo amb Haithman ibn Tariq a Masqat l'agost de 2020.

En general, representava Oman a l'estranger en qualitat diplomàtica; el 2016, va donar la benvinguda personalment a Carles III d'Anglaterra, quan encara era príncep de Gal·les, i a la seva dona Camilla Parker-Bowles, duquessa de Cornualla, en una visita que van fer a Oman.
Haitham també és president del comitè per a la visió futura «Oman 2040», a més de ser president honorari de l'Associació Omaní per a Discapacitats. El seu historial al govern sota el sultà Qaboos ibn Said va ser descrit per The Economist com a discret.

## Regnat
L'endemà de la mort del sultà Qaboos el 10 de gener de 2020, Haitham va ser nomenat sultà d'Oman per la família reial i pel testament de Qaboos i va prestar jurament abans d'una sessió d'urgència del Consell d'Oman a Al-Bustan. La televisió estatal d'Oman va dir que la carta de l'antic sultà havia estat oberta pel Consell de Defensa i la seva identitat es va anunciar poc després. Com a soldà, també va ocupar els càrrecs de primer ministre, comandant suprem de les forces armades, ministre de Defensa, ministre de Finances i ministre d'Afers Exteriors fins al 18 d'agost de 2020 quan va nomenar Sayyid Badr ibn Hamad ibn Hamood Al Busaidi com a ministre d'Afers Exteriors, i a Sultà ibn Salem ibn Saeed al-Habsi com a ministre de finances. En el seu primer discurs públic va prometre mantenir la política de pau exterior del seu predecessor i desenvolupar encara més l'economia d'Oman.
El 12 de gener de 2021, el sultà va emetre un reial decret nomenant el seu fill gran, Sayyid Theyazin, com a príncep hereu del país. També va canviar la Llei bàsica d'Oman per atorgar als ciutadans i residents llibertat d'expressió i opinió, va eliminar una llei que permetia a l'estat controlar les converses telefòniques privades, les xarxes socials o la correspondència postal i va concedir la llibertat de practicar ritus religiosos segons els costums reconeguts. sempre que no vulneri l'ordre públic ni contradigui la moral.

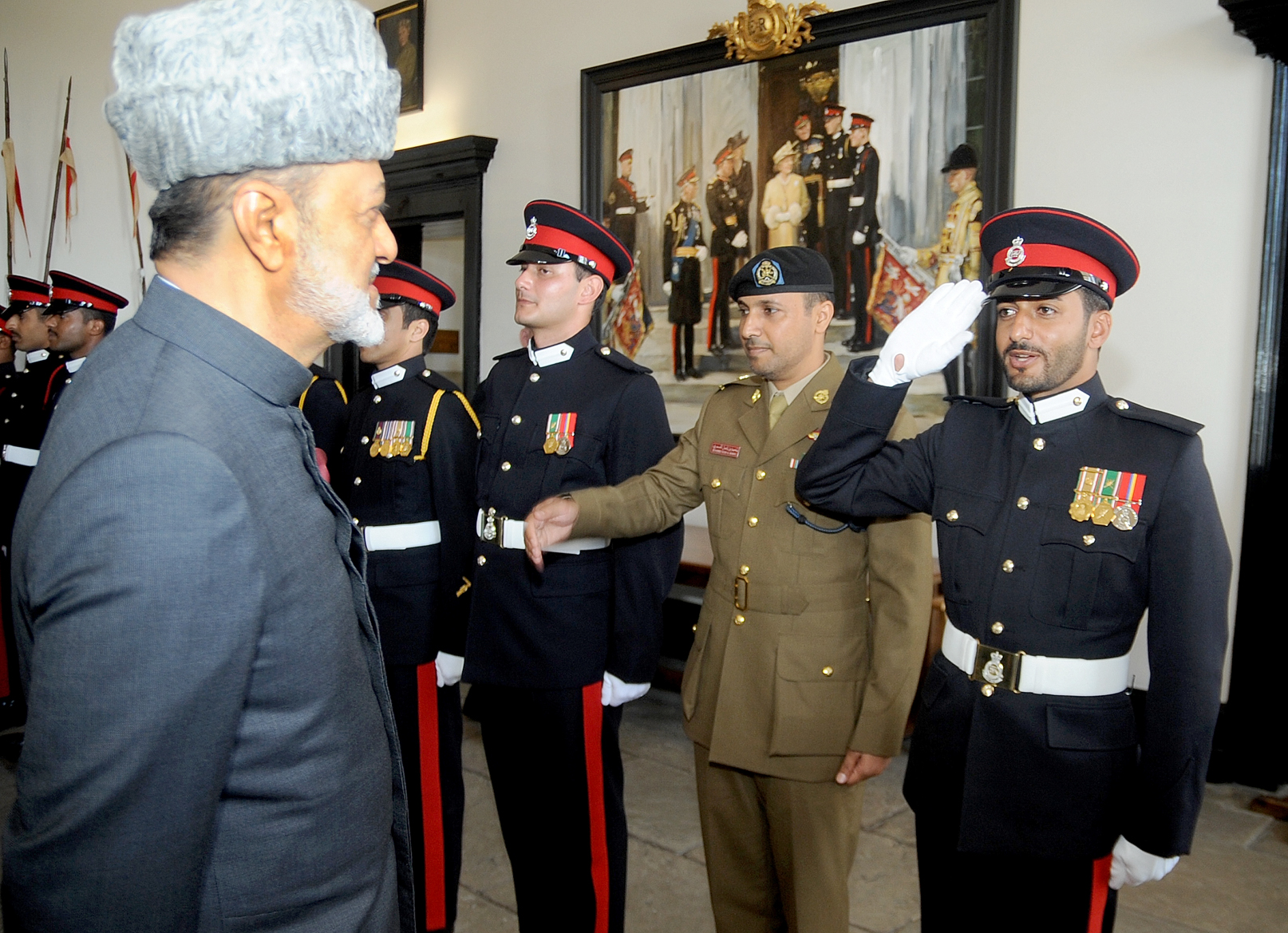
Theyazin bin Haitham (dreta), príncep hereu d'Oman, saludant el seu pare.

Al maig i juny de 2021, hi va haver moltes protestes contra el govern d'Oman pels problemes de caràcter econòmic com l'atur i la corrupció. Alguns manifestants van ser arrestats i després alliberats.
Les visites d'Haitham a l'Aràbia Saudita, Qatar i el Regne Unit s'han vist com una mesura per mantenir relacions pacífiques i cordials amb els socis importants d'Oman. La seva visita a l'Aràbia Saudita va ser la primera visita política d'un cap d'estat d'Oman en més d'una dècada. Durant la seva visita al Regne Unit, va conèixer la reina Elisabet II al castell de Windsor i va ser honorat amb l'Orde de Sant Miquel i Sant Jordi. El 19 de setembre de 2022, Haitham va assistir al seu funerala l'abadia de Westminster de Londres.

## Honors

### Honors nacionals
- Gran Mestre de l'Orde d'al-Saïd
- Gran Mestre de l'Orde d'Oman
- Gran Mestre de l'Orde Civil
- Gran Mestre de l'Orde Militar
- Gran Mestre de l'Orde del Renaixement
- Gran Mestre de l'Orde del Sultà Qaboos

### Honor estrangers
- Collar de l'Orde de Zayed - 27 de setembre de 2022[28]
- Membre de 1a classe de l'Orde del rei Abdulaziz d'Aràbia Saudita - 24 de desembre de 2006[29]
- Gran Condecoració d'Honor de l'Orde del Mèrit de la República d'Àustria - 31 de març de 2001
- Membre de Classe Excepcional de l'Orde d'Isa bin Salman Al Khalifa - 24 d'octubre de 2022[30]
- Gran Cordó de l'Orde Suprem del Renaixement del Regne haxemita de Jordània - 4 d'octubre de 2022[31]
- Cavaller de Gran Creu de la Reial Orde Victorià - 26 de novembre de 2010
- Cavaller de la Gran Creu de l'Orde de Sant Miquel i Sant Jordi - 15 de desembre de 2021[32]